# Desastre del K2 de 2008

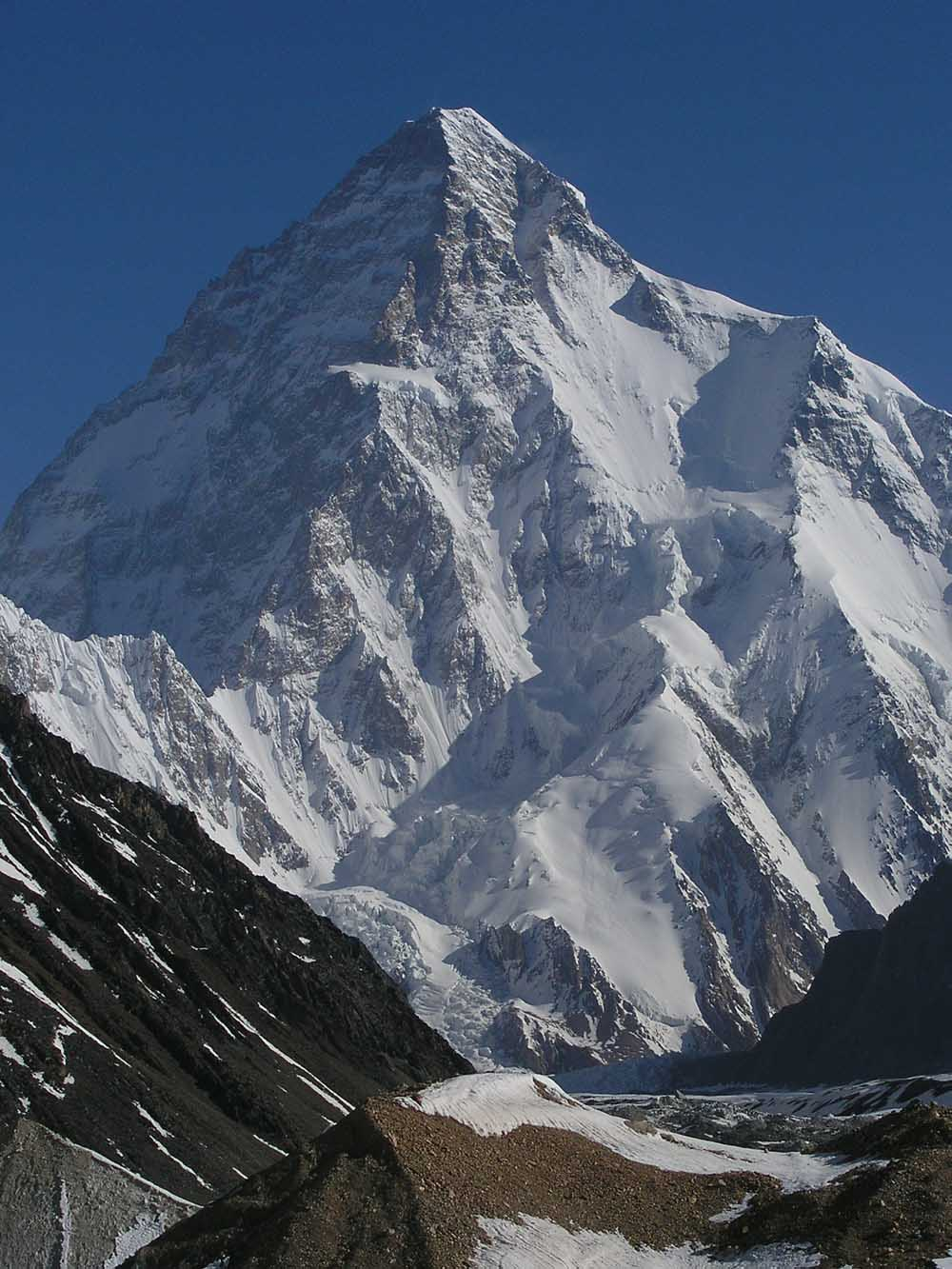
Vista del K2 en verano.

El desastre en el K2 (2008) hace referencia a una serie de accidentes fatales que ocurrieron el 1 de agosto de 2008, cuando 11 montañistas de una expedición internacional murieron en el K2, la segunda montaña más alta de la Tierra. Otros tres montañistas resultaron seriamente lesionados. Este ha sido el peor accidente en la historia del montañismo del K2.

## Lista de víctimas fatales
| Nombre | Nacionalidad  | Sitio donde muere            | Causa de la muerte                                                                                      |
| --- | ------------- | ---------------------------- | --- |
| Dren Mandić | Serbia        | Debajo del Cuello de botella | Cayó durante el ascenso                                                                                 |
| Jehan Baig | Pakistán      | Debajo del Cuello de botella | Cayó mientras intentaba recuperar el cuerpo de Dren Mandić                                              |
| Rolf Bae | Noruega       | Cuello de botella            | El primer desprendimiento de serac                                                                      |
| Hugues D’Aubarede | Francia       | Sobre el Cuello de botella   | Cayó en el descenso durante la noche                                                                    |
| Meherban Karim | Pakistán      | Sobre el Cuello de botella   | El segundo o tercer desprendimiento de serac.                                                           |
| Gerard McDonnell† | Irlanda       | Sobre el Cuello de botella   | Luego de ayudar a los coreanos heridos, fue alcanzado por el segundo o tercer desprendimiento de serac. |
| Kyeong-Hyo Park | Corea del Sur | Sobre el Cuello de botella   | El cuarto desprendimiento de serac                                                                      |
| Hyo-Gyeong Kim | Corea del Sur | Sobre el Cuello de botella   | El cuarto desprendimiento de serac                                                                      |
| Dong-Jin Hwang | Corea del Sur | Sobre el Cuello de botella   | El cuarto desprendimiento de serac                                                                      |
| Jumic Bhote | Nepal         | Sobre el Cuello de botella   | El cuarto desprendimiento de serac                                                                      |
| Pasang Bhote | Nepal         | Sobre el Cuello de botella   | El cuarto desprendimiento de serac                                                                      |
| Lista de decesos en el 2008 en el K2 and Broad Peak Dispatch. †McDonnell fue el primer irlandés en alcanzar la cumbre. |               |                              | |